# Cambo-les-Bains

Cambo-les-Bains este o comună în departamentul Pyrénées-Atlantiques din sud-vestul Franței. În 2009 avea o populație de 6.466 de locuitori.

## Evoluția populației
| An        | 1975  | 1982  | 1990  | 1999  | 2006  | 2009  |
| --------- | ----- | ----- | ----- | ----- | ----- | ----- |
| Populație | 4.146 | 4.162 | 4.128 | 4.416 | 5.671 | 6.466 |